# Steromapedaliodes
Steromapedaliodes is een geslacht van vlinders in de onderfamilie Satyrinae van de familie Nymphalidae.

## Soorten
- Steromapedaliodes albarregas
- Steromapedaliodes albonotata
- Steromapedaliodes sanchezi
- Steromapedaliodes schuberti